# Обикновена азорина
Обикновената азорина (Azorina vidalii) е вид растение от семейство Камбанкови (Campanulaceae), единствен представител на род азорина (Azorina). До неотдавна таксономите са причислявали вида към род Камбанка (Campanula).
През 2002 г. изображение с това растение е пуснато на пощенска марка с номинална стойност €1,15.

## Разпространение
Видът е ендемичен за Азорските острови.